# 真夜中のクロール
『真夜中のクロール』（まよなかのくろーる）は、森山塔による日本の成人向け漫画作品。フランス書院『コミック文庫』より単行本が出版された。

## 収録
- さらば妹の愛液
- 愛の学校 -その教育的指導のあり方-
- 夢がたり
- WHO NEED PEACE CORPSE?
- 恋の処方箋
- てんぷらたまごうどん
- 薬じかけのオレンジ
- 遊戯於草原
- 私はピアノ
- お姫さまのおしゃぶり
- お客さん、ちょっと
- よい子の日記 PART 1
- よい子の日記 PART 2

## 単行本
全1巻 。
- 1989年1月31日発行 ISBN 4-82967-086-X